# Papaver hybridum

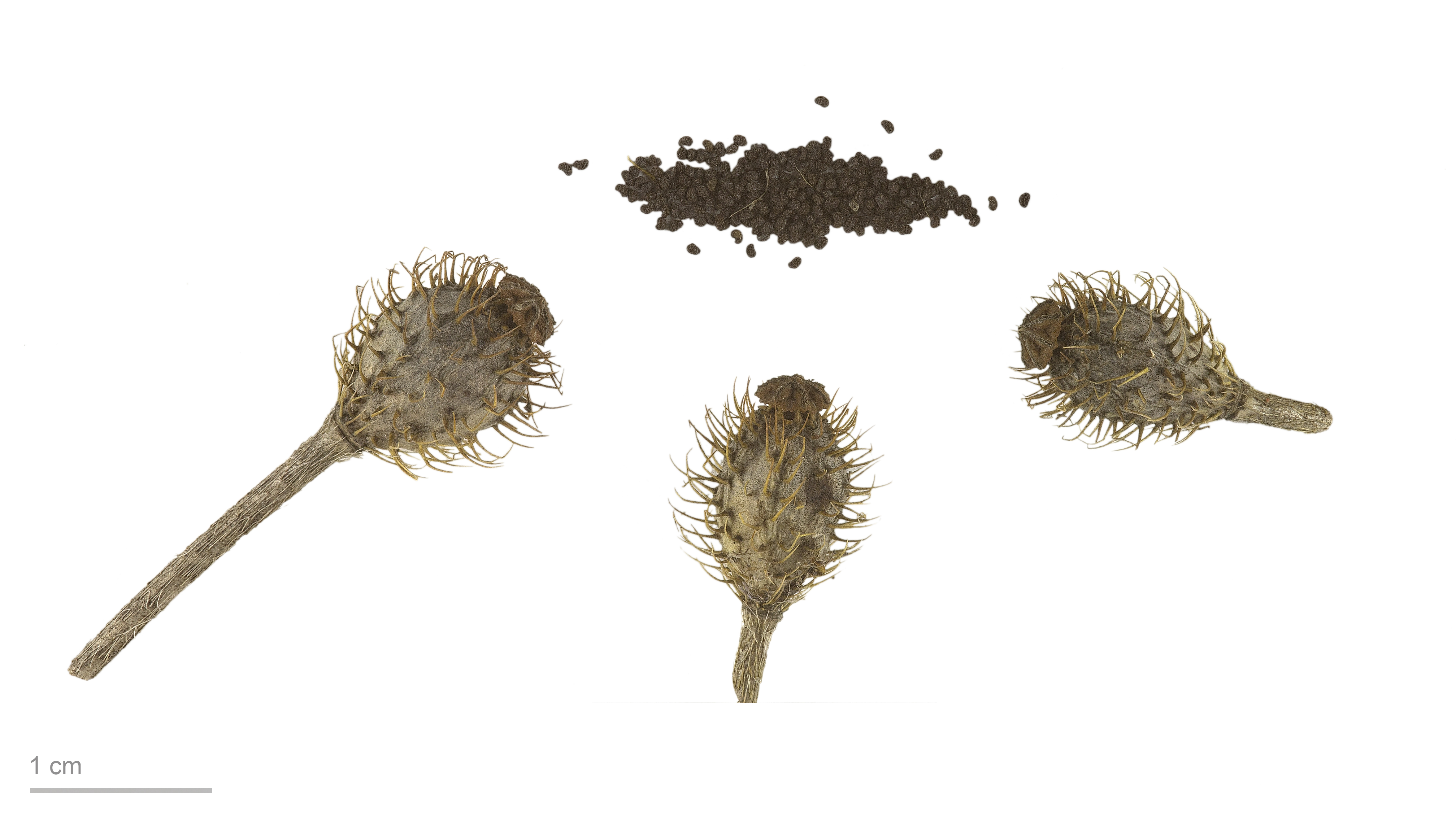
Papaver hybridum - MHNT

Papaver hybridum é uma espécie de planta com flor pertencente à família Papaveraceae. 
A autoridade científica da espécie é L., tendo sido publicada em Species Plantarum 1: 506. 1753.

## Portugal
Trata-se de uma espécie presente no território português, nomeadamente em Portugal Continental e no Arquipélago da Madeira.
Em termos de naturalidade é nativa das duas regiões atrás indicadas.

## Protecção
Não se encontra protegida por legislação portuguesa ou da Comunidade Europeia.